# Landkreis Görlitz
Der Landkreis Görlitz (obersorbisch Wokrjes Zhorjelc) ist der östlichste Landkreis Sachsens und Deutschlands. Große Kreisstädte sind neben dem Kreissitz Görlitz (von Nord nach Süd) Weißwasser, Niesky, Löbau und Zittau. Der Landkreis liegt im östlichen Teil der Oberlausitz und ist Mitglied der Euroregion Neiße.

## Geographie
An den Landkreis Görlitz grenzen der sächsische Landkreis Bautzen im Westen, der brandenburgische Landkreis Spree-Neiße im Norden, die polnischen Landkreise Żary (Woiwodschaft Lebus) und Zgorzelec (Woiwodschaft Niederschlesien) im Osten und die tschechischen Regionen Liberec und Ústí im Süden.

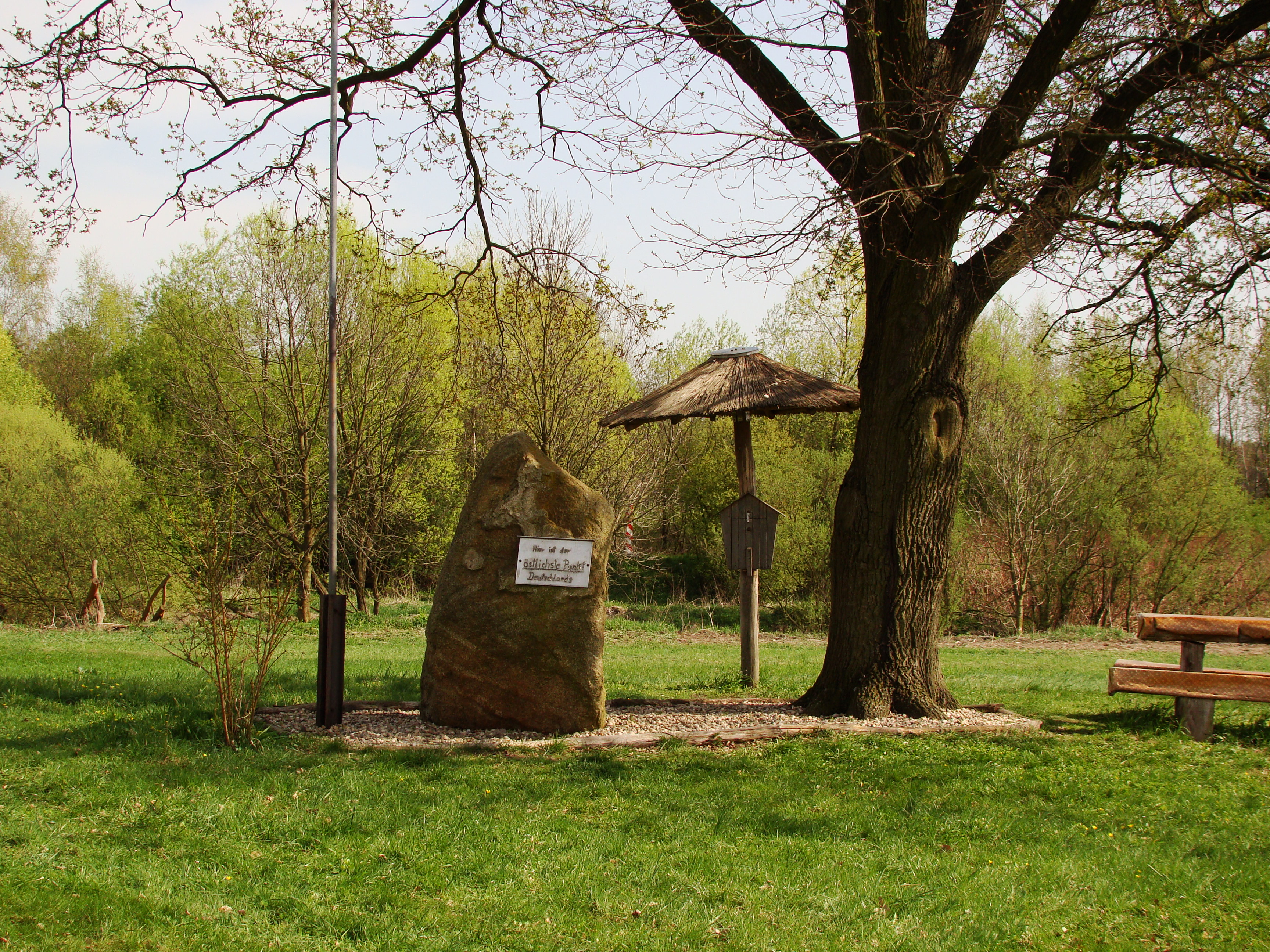
Östlichster Punkt Deutschlands zwischen Deschka und Zentendorf

Die nördlichste Landstelle des Landkreises und zugleich Ostsachsens befindet sich in Köbeln bei 51° 35′ 47″ nördlicher Breite, die südlichste in Lückendorf bei 50° 49′ 8″. Durch die Kreisstadt Görlitz verläuft der 15. Meridian, die östlichste Landstelle des Kreises und zugleich Deutschlands befindet sich einige Kilometer nördlich davon in der Gemeinde Neißeaue zwischen den Ortsteilen Deschka und Zentendorf bei 15° 02′ 31″ östlicher Länge. Der westlichste Landpunkt des Kreises befinden sich im Norden in Mulkwitz bei 14° 26′ 27″, der westlichste Punkt des südlichen Kreisgebiets liegt in Oppach bei 14° 28′ 28″.
Der Landkreis Görlitz ist in Sachsen der Landkreis mit der größten Nord-Süd-Ausdehnung und auch sein Aussehen verändert sich hauptsächlich entlang dieser Achse. Die im sorbischen Siedlungsgebiet im Norden des Landkreises häufig noch im Ortskern erkennbare Siedlungsform des slawischen Rundlings weicht gen Süden hin allmählich der des langgezogenen Waldhufendorfs. Im dichter besiedelten Süden sind Umgebindehäuser noch häufig anzutreffen.

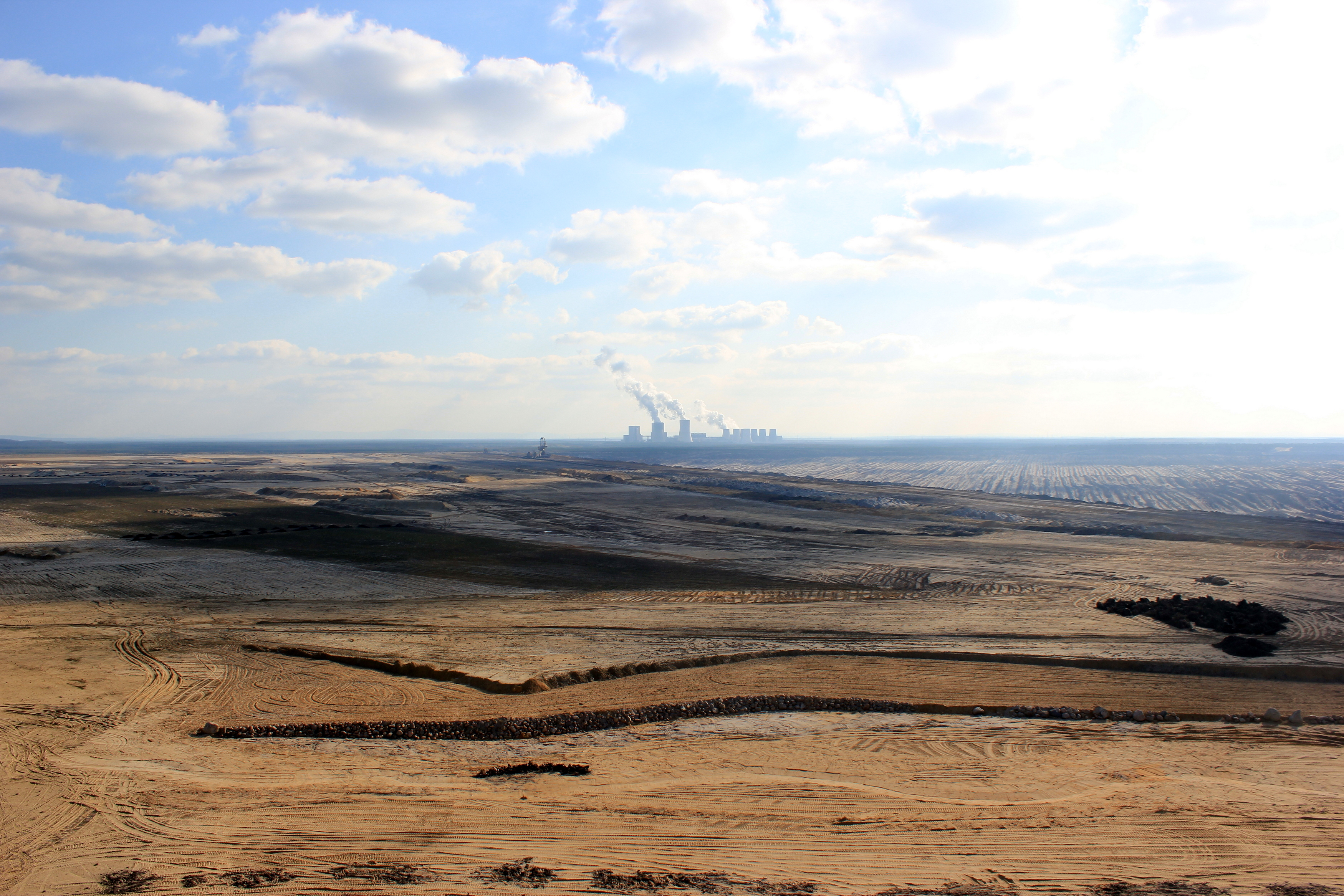
Tagebau Nochten und Kraftwerk Boxberg bei Weißwasser im Norden des Landkreises

Im Norden ist der Landkreis relativ flach (98 m ü. NN im Neißetal von Köbeln bei Bad Muskau am südlichen Rand der Cottbuser Sandplatte) und wird vom Lausitzer Braunkohlerevier, der Muskauer Heide und dem waldreichen Oberlausitzer Heide- und Teichgebiet geprägt. In südlicher Richtung steigt die Landschaft stetig an und geht in das Oberlausitzer Gefilde, die Östliche Oberlausitz (mit dem Oberlausitzer Bergbaurevier) und das Lausitzer Bergland über. Von den Königshainer Bergen mit den Erhebungen Hochstein (406 m) und Kämpferberge (415 m) ist der Blick bis fast an die nördliche Kreisgrenze frei. Nach Süden verstellt das Lausitzer Bergland mit markanten Bergen wie dem Seidelberg (424 m), der Landeskrone (420 m), dem Rotstein (455 m) sowie dem Kottmar (583 m), an dem auch eine der Spreequellen entspringt, die Sicht auf die noch höheren Berge des Zittauer Gebirges, dessen höchste Berge auf dem Kreisgebiet die Lausche (793 m) und der Hochwald (749 m) sind.
Neben der Lausitzer Neiße im Osten und der Spree im Westen durchziehen die Mandau, das Löbauer Wasser sowie der Weiße und der Schwarze Schöps den Landkreis. Mit dem Bärwalder See, der Talsperre Quitzdorf sowie dem Berzdorfer See befinden sich im Landkreis Görlitz einige der größten Standgewässer Sachsens.
Siehe auch: Liste der Landschaften in Sachsen, Naturräume in Sachsen, Liste der Gewässer in Sachsen

## Geschichte

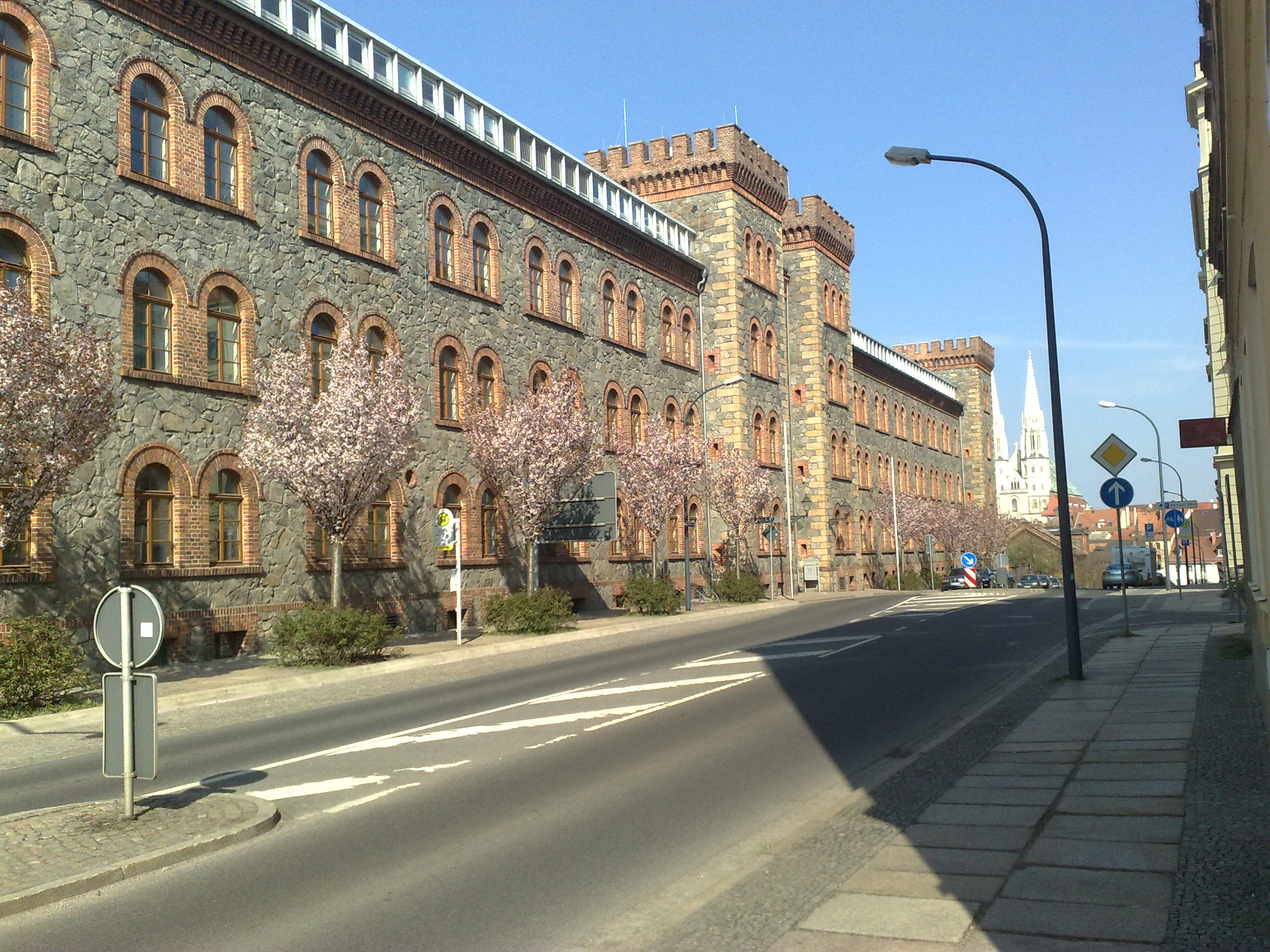
Die Jägerkaserne in der Hugo-Keller-Straße in Görlitz diente 2008–2013 als Sitz des Landratsamtes.

Der Landkreis Görlitz entstand im Zuge der sächsischen Kreisreform am 1. August 2008, als der Niederschlesische Oberlausitzkreis (NOL), die kreisfreie Stadt Görlitz und der Landkreis Löbau-Zittau zusammengelegt wurden. Diese wiederum entstanden in der sächsischen Kreisreform in den Jahren 1994/1996 größtenteils aus den seit der Verwaltungsreform von 1952 bestehenden Kreisen Weißwasser, Niesky, Görlitz-Land, Löbau, Zittau (von Nord nach Süd) sowie dem Stadtkreis Görlitz. Der nördliche Teil des Landkreises weist auch eine schlesische Vergangenheit auf, da er von 1816 bis 1945 (die Dörfer um Uhyst erst ab 1825) zur preußischen Provinz Schlesien beziehungsweise während ihrer Teilung zur Provinz Niederschlesien gehörte. Die westlich der Lausitzer Neiße liegenden Teile der Landkreise Rothenburg (Ob. Laus.) und Görlitz deckten im Wesentlichen diesen Teil des Kreisgebiets ab, während das südliche Kreisgebiet im Wesentlichen von den sächsischen Amtshauptmannschaften Löbau und Zittau abgedeckt wurde.
Der Kreistag des Landkreises Löbau-Zittau lehnte den Zusammenschluss mit dem Niederschlesischen Oberlausitzkreis (einschließlich der Stadt Görlitz) bereits frühzeitig ab und bekannte sich zu einem Zusammengehen der Landkreise Löbau-Zittau und Bautzen, da ein großer Teil der Bevölkerung diese Variante bevorzugte. Dies entsprach jedoch nicht der vorgeschlagenen Variante des Innenministeriums des Freistaates Sachsen und hatte deswegen schlechte Chancen für eine Umsetzung.
Am 4. April 2008 unterschrieben der Görlitzer Oberbürgermeister Joachim Paulick sowie die Landräte Günter Vallentin (Landkreis Löbau-Zittau) und Bernd Lange (NOL) die Auseinandersetzungsvereinbarung. Auch der öffentlich-rechtliche Vertrag zwischen den beiden Landkreisen wurde beschlossen.
Im Zuge der Reform erhielten die Städte Görlitz und Niesky 2008 den Titel Große Kreisstadt. Löbau, Weißwasser und Zittau hatten diesen bereits inne, so dass alle Städte im Landkreis Görlitz, die seit 1952 Kreisstädte waren, diesen Titel tragen.
Am 25. Mai 2009 erhielt der Landkreis den von der Bundesregierung verliehenen Titel „Ort der Vielfalt“.
Im Jahr 2013 konnte das modernisierte Landratsamtsgebäude im südlichen Stadtzentrum gegenüber dem Görlitzer Bahnhof bezogen werden. Bis zu seiner Fertigstellung war das Landratsamt von 2008 bis 2013 in der Jägerkaserne untergebracht. Außenstellen, die bestimmte Aufgaben wahrnehmen, gibt es in Weißwasser, Niesky, Görlitz, Löbau und Zittau.

## Bevölkerung
| Jahr | Einwohner |
| ---- | --------- |
| 2008 | 284.790   |
| 2010 | 276.924   |
| 2015 | 260.000   |
| 2020 | 250.558   |
| 2021 | 248.273   |
| 2022 | 249.681   |
| 2023 | 248.479   |

Stand: 31. Dezember des jeweiligen Jahres
Das Durchschnittsalter hat sich bei den Männern von 35,7 (1990) auf 47,9 (2021) und bei den Frauen von 41,0 (1990) auf 51,2 (2021) erhöht. Die Bevölkerungsdichte hat sich von 174 (1990) auf 118 (2021) verringert.

## Politik

### Kreistag
Der Kreistag des Landkreises Görlitz wird auf fünf Jahre gewählt. Er besteht derzeit aus 86 Mitgliedern und dem Landrat als Vorsitzendem. Entsprechend der Kommunalwahl vom 9. Juni 2024 verteilen sich die Sitze wie folgt:
| Wahl zum Kreistag Görlitz 2024Kreistagswahl für die Wahlperiode 2024–2029 %403020100 36,123,611,710,43,33,12,72,62,01,91,60,9 AfDCDUFWBSWLinkeGrüneFSgSPDBfGiKJIKjFDPFWZlGewinne und Verlusteim Vergleich zu 2019 %p 12 10 8 6 4 2 0 −2 −4 −6+7,0−1,8−1,1+10,4−5,8−3,1+2,7−2,4−0,4−0,8−1,9+0,9AfDCDUFWBSWLinkeGrüneFSSPDBfGKJIKFDPFWZAnmerkungen:g als Bündnis Oberlausitz/Freie Sachseni Bürger für Görlitzj Wählergemeinschaft für Kinder, Jugend und Familiel Freie Wähler Zittau |

- BSW: 9
- Linke: 3
- SPD: 2
- Grüne: 3
- KJiK: 2
- BfG: 2
- FWZ: 1
- FDP: 1
- FW: 10
- CDU: 20
- AfD: 31
- FS: 2

| Parteien und Wählergemeinschaften | Parteien und Wählergemeinschaften                                                             | Prozent 2024 | Sitze 2024 | Prozent 2019 | Sitze 2019 | Prozent 2014 | Sitze 2014 | Prozent 2008 | Sitze 2008 |
| --------------------------------- | --------------------------------------------------------------------------------------------- | ------------ | ---------- | ------------ | ---------- | ------------ | ---------- | ------------ | ---------- |
| AfD                               | Alternative für Deutschland                                                                   | 36,1         | 31         | 29,1         | 27         | 8,0          | 7          | —            | —          |
| CDU                               | Christlich Demokratische Union Deutschlands                                                   | 23,6         | 20         | 25,4         | 23         | 37,4         | 36         | 35,1         | 33         |
| FW                                | Freie Wähler Kreisverband Görlitz                                                             | 11,7         | 10         | 12,8         | 11         | 12,7         | 12         | 15,4         | 14         |
| BSW                               | Bündnis Sahra Wagenknecht                                                                     | 10,4         | 9          |              |            |              |            |              |            |
| DIE LINKE.                        | DIE LINKE.                                                                                    | 3,3          | 3          | 9,1          | 8          | 14,9         | 14         | 18,3         | 17         |
| GRÜNE                             | Bündnis 90/Die Grünen                                                                         | 3,1          | 3          | 6,2          | 5          | 4,1          | 4          | 3,2          | 3          |
| FS                                | Freie Sachsen                                                                                 | 2,7          | 2          | –            | –          | –            | –          | –            | –          |
| SPD                               | Sozialdemokratische Partei Deutschlands                                                       | 2,6          | 2          | 5,0          | 4          | 7,9          | 7          | 7,4          | 7          |
| BfG                               | Bürger für Görlitz                                                                            | 2,0          | 2          | 2,4          | 2          | 1,9          | 1          | 2,7          | 2          |
| KJIK                              | Wählergemeinschaft für Kinder, Jugend und Familie                                             | 1,9          | 2          | 2,7          | 2          | 2,9          | 2          | 3,5          | 3          |
| FDP                               | Freie Demokratische Partei                                                                    | 1,6          | 1          | 3,5          | 3          | 4,2          | 4          | 6,5          | 6          |
| ZKM                               | Zittau Kann Mehr                                                                              | 0,9          | 1          | 2,1          | 1          | 1,2          | 1          | —            | —          |
| NPD                               | Nationaldemokratische Partei Deutschlands                                                     | –            | –          | 1,0          | 0          | 4,6          | 4          | 5,5          | 5          |
| Die PARTEI                        | Partei für Arbeit, Rechtsstaat, Tierschutz, Elitenförderung und basisdemokratische Initiative | –            | –          | 0,5          | 0          | –            | –          | –            | –          |
| WiR                               | Wähler in Rietschen                                                                           | –            | –          | 0,2          | 0          | –            | –          | –            | –          |
| DSU                               | Deutsche Soziale Union                                                                        | –            | –          | –            | –          | 0,4          | 0          | 2,4          | 2          |
| Gesamt                            | Gesamt                                                                                        | 100          | 86         | 100          | 86         | 100          | 92         | 100          | 92         |
| Wahlbeteiligung                   | Wahlbeteiligung                                                                               | 65,8 %       | 65,8 %     | 61,7 %       | 61,7 %     | 50,4 %       | 50,4 %     | 46,0 %       | 46,0 %     |

Der Görlitzer Kreistag war der erste und einzige in Sachsen überhaupt, in dem die AfD in der Legislaturperiode 2019/2024 allein die größte Fraktion stellte. Diese Einzelstellung ist mit der Wahl 2024, bei der die AfD in allen Kreistagen stärkste Kraft wurde, verloren gegangen. Es sind zwölf Parteien bzw. Wählervereinigungen vertreten. Anders als bisher wurden statt 92 nur 86 Sitze vergeben.

### Landrat

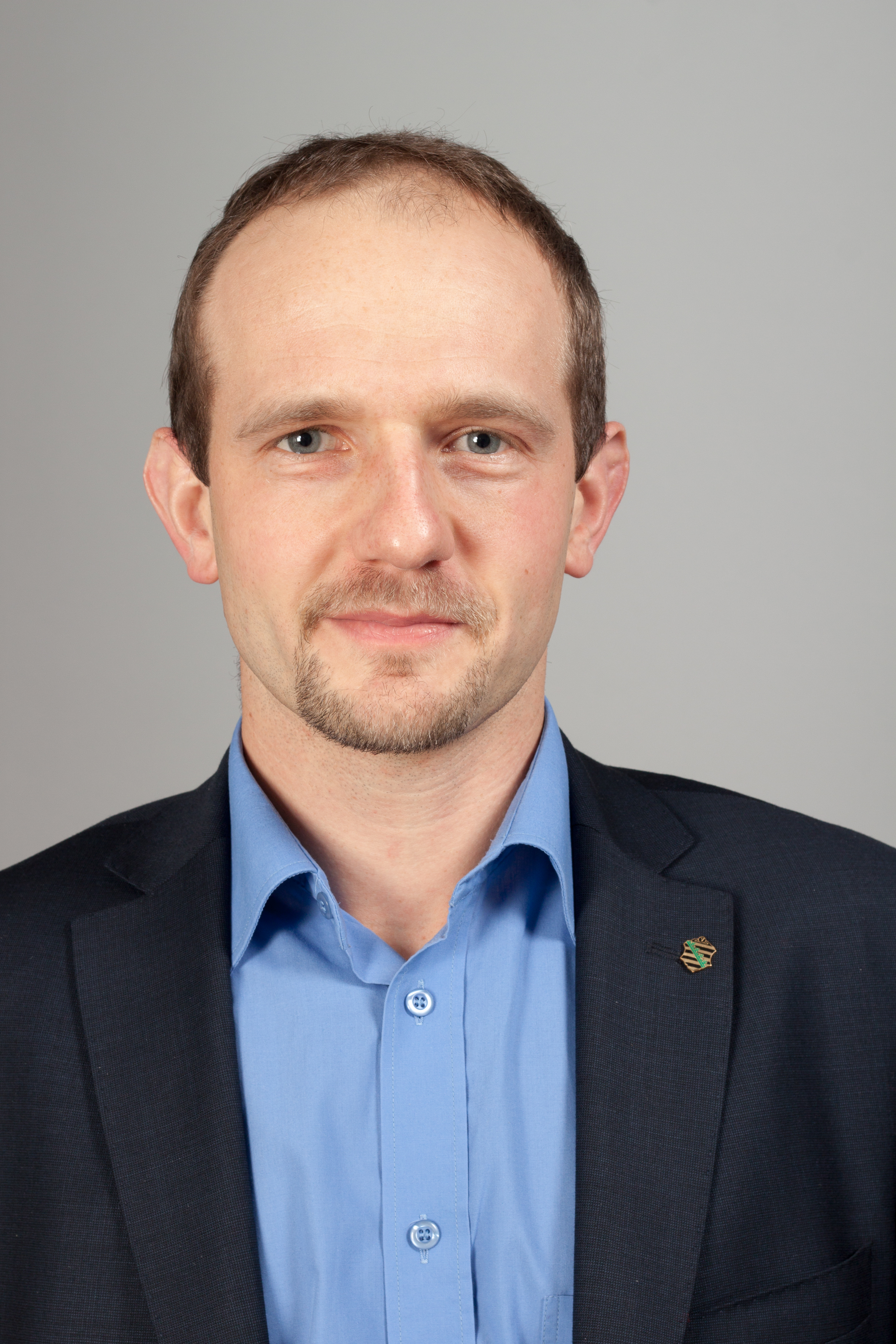
Landrat Stephan Meyer (2013)

Zum Landrat wurde im Juni 2008 Bernd Lange gewählt, der bereits von 2001 bis 2008 Landrat im Niederschlesischen Oberlausitzkreis war. Bei der Wahl am 8. Juni trat er gegen sieben weitere Kandidaten an und erhielt 42,8 % der Stimmen. Damit hatte er zwar die relative Mehrheit, verfehlte jedoch die absolute. Bei der Neuwahl am 22. Juni reichte die einfache Mehrheit, er erhielt 57,6 % der Stimmen und erreichte damit gegen die drei angetretenen Konkurrenten die absolute Mehrheit. Aufgrund einer Wahlanfechtung konnte Lange sein Amt als Landrat erst später antreten.
Bei der Landratswahl am 7. Juni 2015 setzte sich Bernd Lange mit 73,0 % der Stimmen gegen Mirko Schultze (Die Linke) durch.
Die Amtszeit beträgt 7 Jahre, eine erneute Wiederwahl Langes ist aus Altersgründen nicht möglich. Die nächste Landratswahl erfolgte am 12. Juni bzw. 3. Juli 2022. Dabei setzte sich der CDU-Kandidat Stephan Meyer durch.
| Bewerber fett: Amtsinhaber            | Vorschlag                             | Stimmen                               | Anteil in %                           | gewählt                               | Stimmen                               | Anteil in %                           | gewählt                               |
| erster Wahlgang                       | erster Wahlgang                       | erster Wahlgang                       | erster Wahlgang                       | erster Wahlgang                       | zweiter Wahlgang [Anm. 1]             | zweiter Wahlgang [Anm. 1]             | zweiter Wahlgang [Anm. 1]             |
| 12. Juni 2022 Wahlbeteiligung: 49,4 % | 12. Juni 2022 Wahlbeteiligung: 49,4 % | 12. Juni 2022 Wahlbeteiligung: 49,4 % | 12. Juni 2022 Wahlbeteiligung: 49,4 % | 12. Juni 2022 Wahlbeteiligung: 49,4 % | 3. Juli 2022 Wahlbeteiligung: 39,8 %  | 3. Juli 2022 Wahlbeteiligung: 39,8 %  | 3. Juli 2022 Wahlbeteiligung: 39,8 %  |
| Sebastian Wippel                      | AfD                                   | 36.041                                | 35,5                                  | keiner: 2. Wahlgang nötig             | 29.470                                | 35,8                                  |                                       |
| Stephan Meyer                         | CDU                                   | 47.051                                | 46,3                                  | keiner: 2. Wahlgang nötig             | 46.492                                | 56,4                                  | ×                                     |
| Kristin Schütz                        | FDP                                   | 8.277                                 | 8,1                                   | keiner: 2. Wahlgang nötig             | nicht angetreten                      | nicht angetreten                      | nicht angetreten                      |
| Sylvio Ingo Arndt                     | Arndt                                 | 10.273                                | 10,1                                  | keiner: 2. Wahlgang nötig             | 6.439                                 | 7,8                                   |                                       |
| 7. Juni 2015 Wahlbeteiligung: 36,6 %  |                                       |                                       |                                       |                                       |                                       |                                       |                                       |
| Bernd Lange                           | CDU                                   | 56.743                                | 73,0                                  | ×                                     |                                       |                                       |                                       |
| Mirko Steffen Schultze                | Die Linke                             | 20.954                                | 27,0                                  |                                       |                                       |                                       |                                       |
| 8. Juni 2008 Wahlbeteiligung: 46,1 %  | 8. Juni 2008 Wahlbeteiligung: 46,1 %  | 8. Juni 2008 Wahlbeteiligung: 46,1 %  | 8. Juni 2008 Wahlbeteiligung: 46,1 %  | 8. Juni 2008 Wahlbeteiligung: 46,1 %  | 22. Juni 2008 Wahlbeteiligung: 24,5 % | 22. Juni 2008 Wahlbeteiligung: 24,5 % | 22. Juni 2008 Wahlbeteiligung: 24,5 % |
| Bernd Fritz Lange                     | CDU                                   | 46.571                                | 42,8                                  | keiner: 2. Wahlgang nötig             | 34.008                                | 57,6                                  | ×                                     |
| Kathrin Kagelmann                     | Die Linke                             | 21.967                                | 20,2                                  | keiner: 2. Wahlgang nötig             | 13.957                                | 23,6                                  |                                       |
| Prof. Stefan Kofner                   | SPD                                   | 7.180                                 | 6,6                                   | keiner: 2. Wahlgang nötig             | nicht angetreten                      | nicht angetreten                      | nicht angetreten                      |
| Andreas Storr                         | NPD                                   | 7.912                                 | 7,3                                   | keiner: 2. Wahlgang nötig             | 3.341                                 | 5,7                                   |                                       |
| Kristin Schütz                        | FDP                                   | 6.458                                 | 5,9                                   | keiner: 2. Wahlgang nötig             | nicht angetreten                      | nicht angetreten                      | nicht angetreten                      |
| Frank von Woedtke                     | Grüne                                 | 3.864                                 | 3,6                                   | keiner: 2. Wahlgang nötig             | nicht angetreten                      | nicht angetreten                      | nicht angetreten                      |
| Christfried Wiedemuth                 | DSU                                   | 2.867                                 | 2,6                                   | keiner: 2. Wahlgang nötig             | nicht angetreten                      | nicht angetreten                      | nicht angetreten                      |
| Christian Linke                       | FW                                    | 11.877                                | 10,9                                  | keiner: 2. Wahlgang nötig             | 7.771                                 | 13,2                                  |                                       |

[Anm. 1] Ein zweiter Wahlgang wird nur nötig, wenn kein Kandidat aus dem ersten Wahlgang die absolute Mehrheit erzielt hat und damit direkt gewählt ist. Im zweiten Wahlgang ist die relative Mehrheit für die Wahl zum Landrat ausreichend. Bewerber, die im ersten Wahlgang antreten, können vor dem zweiten Wahlgang ihre Kandidaturen zurückziehen. Ein zweiter Wahlgang wurde bisher 2008 und 2022 nötig.

### Wappen

Wappen des Landkreises Görlitz

Blasonierung: „Durch einen silbernen Faden von Blau und Rot gespalten; vorn goldener Schild, worin ein rot bewehrter und gezungter schwarzer Adler mit silbernem Brustmond, dessen Höhlung mit einem Kreuz besetzt ist, hinten ein steigender doppelschwänziger golden gekrönter, bewehrter und gezungter silberner Löwe; unten, beide Felder überdeckend, durchgehende und unten anstoßende dreigezinnte schwarz gefugte goldene Mauer belegt mit einem dreiblättrigen grünen Lindenzweig.“
Der Entwurf des neuen Wappens des Landkreises Görlitz stammt vom Magdeburger Heraldiker Jörg Mantzsch. Es beinhaltet den Niederschlesischen Adler und den Böhmischen Löwen über der Oberlausitzer Zinnenmauer. Diese wird belegt mit dem sorbischen Lindenblatt.
Am 28. Januar 2009 fand die Abstimmung dazu im Kreistag statt, dabei votierten 61 Kreisräte dafür und 21 dagegen. Der Wappenentwurf wurde dem sächsischen Staatsarchiv zur Prüfung vorgelegt. Nach positivem Bescheid wurde das Wappen am 21. April 2009 von der Landesdirektion Dresden genehmigt und ist seit Zustellung der Urkunde offizielles Hoheitszeichen des Landkreises.

### Partnerschaften
Der Landkreis Löbau-Zittau (respektive seine bis 1994 bestehenden Vorgängerkreise Löbau und Zittau) unterhielt seit 1990 eine Partnerschaft zum Neckar-Odenwald-Kreis in Baden-Württemberg. Ein Jahr später folgte der Landkreis Göppingen. Im Jahr 2000 schloss man eine Partnerschaft zum polnischen Landkreis Lubań.
Der Niederschlesische Oberlausitzkreis unterhielt Partnerschaften mit den bayerischen Landkreisen Neustadt an der Waldnaab und Schwandorf, dem polnischen Landkreis Żary sowie dem tschechischen Landkreis Semily.
Der Landkreis Görlitz hat die bestehenden Partnerschaften seiner Vorgänger übernommen. Seit 2008 strebt der Landkreis eine Partnerschaft mit dem ukrainischen Rajon Wyschhorod an, dessen größte Stadt Wyschhorod etwa 27.000 Einwohner hat.

## Wirtschaft und Infrastruktur
Im Zukunftsatlas 2016 belegte der Landkreis Görlitz Platz 381 von 402 Landkreisen, Kommunalverbänden und kreisfreien Städten in Deutschland und zählt damit zu den Regionen mit „hohen Zukunftsrisiken“. Der Landkreis gehört damit zu den strukturschwächsten in Deutschland. Im Zukunftsatlas 2019 konnte sich der Landkreis Görlitz mit Rang 379 etwas besser positionieren, bleibt aber die wirtschaftlich schwächste Region Sachsens.
Unter allen Landkreisen/kreisfreien Städte hatte 2019 der Landkreis die niedrigsten mittleren Bruttolöhne (2.380 Euro) in ganz Deutschland (bundesweit: 3.401 Euro).

### Verkehr
Von Bautzen aus kommend führt die Bundesautobahn 4 (Europastraße 40) in östlicher Richtung durch den Landkreis nach Görlitz. Von Görlitz aus führt die A 4 über die deutsch-polnische Grenze hinweg nach Zgorzelec, wo sie an die polnische Autostrada A4 anschließt. Weiterhin führen einige Bundesstraßen unterschiedlicher Qualität zumeist durch das dichter besiedelte südliche Kreisgebiet. Dies sind die B 6, B 96, B 98, B 99, B 115 und B 178. Nördlich der A 4 verlaufen der Großteil der B 115 sowie die B 156. Der komplette Neubau der B 160 im nördlichen Teil des Kreises ist auf unbestimmte Zeit verschoben.
Wichtige Bahnstrecken sind Dresden–Görlitz, Bischofswerda–Zittau, Cottbus–Weißwasser–Görlitz, Görlitz–Zittau, Zittau–Liberec und Węgliniec–Niesky–Hoyerswerda. Des Weiteren gibt es drei Schmalspurbahnen, die Schmalspurbahn Zittau–Kurort Oybin, Schmalspurbahn Bertsdorf–Kurort Jonsdorf und die als Museumsbahn genutzte Waldeisenbahn Muskau.
Es gibt einen regionalen Flugplatz in Rothenburg/Oberlausitz sowie einen etwas kleineren in Görlitz. Die nächsten Flughäfen befinden sich in Dresden und Breslau.

### Schulen
Gymnasien befinden sich in Weißwasser, Niesky, Görlitz (zwei), Löbau, Herrnhut, Zittau und Seifhennersdorf.
Siehe auch: Liste der Schulen der Sekundarstufe I im Landkreis Görlitz
Hochschulen
- Hochschule Zittau/Görlitz (Fachhochschule)
- Neisse University (Hochschulzusammenarbeit in der Euroregion Neiße)
- Internationales Hochschulinstitut Zittau (Universitäre Einrichtung des Landes Sachsen)
- Hochschule der Sächsischen Polizei (FH) in Rothenburg/O.L.

## Umwelt
Der Landkreis Görlitz besitzt 23 Naturschutzgebiete (NSG) die insgesamt eine Fläche von 3224 ha (ca. 1,54 % der Landkreisfläche) einnehmen. Das mit Abstand flächenmäßig größte davon ist das NSG „Niederspreer Teichgebiet“ mit ca. 1550 ha. Im Landkreis Görlitz befinden sich des Weiteren 280 Naturdenkmale und 170 Flächennaturdenkmale (FND). Die FND sind insgesamt ca. 315 ha (ca. 0,15 % der Landkreisgesamtfläche) groß. Die 17 Landschaftsschutzgebiete (LSG) im Landkreis Görlitz haben eine Größe von ca. 31.887 ha (15,2 % der Landkreisfläche). Die LSG „Talsperre Quitzdorf und Kollmer Höhen“, „Königshainer Berge“ und „Zittauer Gebirge“ erreichen dabei Flächengrößen von mehr als 5000 ha. Des Weiteren liegt der Naturpark Zittauer Gebirge im Landkreis.
Im Landkreis gibt es folgende 27 Naturlehrpfade: Naturlehrpfad Altes Schleifer Teichgelände mit Borstelweg, Naturerlebnispfad Landschaftsgeschichte Kreba-Neudorf, Seeadlerrundweg, Lehrpfad am Waldschulheim Stannewisch, Gewässerlehrpfad Horka-Biehain, Gehölzlehrpfad Groß Saubernitz, Granitabbau-Lehrpfad Königshainer Berge, Naturlehrpfad Landeskrone Görlitz, Naturlehrpfad Berzdorfer Halden, Naturerlebnispfad Berzdorf, Walderlebnispfad Ostritz, Naturlehrpfad am Rotstein, Großer Naturlehrpfad »Rund um Löbau«, Heimatkundlicher Lehrpfad Löbauer Berg, Oppacher Brunnenpfad, »Auf den Spuren des Pegasus«, Naturlehrpfad Obercunnersdorf, Zinzendorf-Lehrpfad Herrnhut, Waldlehrpfad und Karasek-Ringweg, Naturlehrpfad Schülerbusch, Tagebaulehrpfad Olbersdorfer See, Forstlehrpfad »Alte Leipaer Straße«, Grenzübergreifender Lehrpfad »Lausitzer und Zittauer Gebirge«, Naturlehrpfad »Rund um Waltersdorf« mit Lauschemoor, Naturlehrpfad Jonsdorfer Mühlsteinbrüche, Naturlehrpfad »Ahornzwerg und Hochwaldmännlein«, Obstgehölzlehrpfad Großschönau sowie Natur- und Kulturlehrpfad Bertsdorf-Hörnitz.

## Städte und Gemeinden
(Einwohnerzahlen vom 31. Dezember 2024, offizielle sorbische Gemeindenamen in Kursivschrift)
| Städte 1. Bad Muskau (Mužakow; 3577) 2. Bernstadt a. d. Eigen (3117) 3. Ebersbach-Neugersdorf (10.937) 4. Görlitz, Große Kreisstadt (55.186) 5. Herrnhut (5695) 6. Löbau, Große Kreisstadt (14.467) 7. Neusalza-Spremberg (3092) 8. Niesky, Große Kreisstadt (8956) 9. Ostritz (2198) 10. Reichenbach/O.L. (4574) 11. Rothenburg/O.L. (4047) 12. Seifhennersdorf (3536) 13. Weißwasser/O.L., Große Kreisstadt (Běła Woda; 15.002) 14. Zittau, Große Kreisstadt (25.286) Verwaltungsgemeinschaften und Verwaltungsverbände - Verwaltungsgemeinschaft Bad Muskau mit den Mitgliedsgemeinden Bad Muskau und Gablenz - Verwaltungsgemeinschaft Bernstadt/Schönau-Berzdorf mit den Mitgliedsgemeinden Bernstadt auf dem Eigen (VG-Sitz) und Schönau-Berzdorf a. d. Eigen - Verwaltungsverband Diehsa mit den Mitgliedsgemeinden Hohendubrau, Mücka, Quitzdorf am See und Waldhufen (VV-Sitz) - Verwaltungsgemeinschaft Großschönau-Hainewalde mit den Mitgliedsgemeinden Großschönau (VG-Sitz) und Hainewalde - Verwaltungsgemeinschaft Löbau mit den Mitgliedsgemeinden Großschweidnitz, Lawalde, Löbau und Rosenbach - Verwaltungsgemeinschaft Neusalza-Spremberg mit den Mitgliedsgemeinden Dürrhennersdorf, Neusalza-Spremberg und Schönbach - Verwaltungsgemeinschaft Olbersdorf mit den Mitgliedsgemeinden Bertsdorf-Hörnitz, Jonsdorf, Olbersdorf und Oybin - Verwaltungsgemeinschaft Oppach-Beiersdorf mit den Mitgliedsgemeinden Beiersdorf und Oppach (VG-Sitz) - Verwaltungsgemeinschaft Reichenbach/O.L. mit den Mitgliedsgemeinden Königshain, Reichenbach/Oberlausitz und Vierkirchen - Verwaltungsgemeinschaft Rietschen mit den Mitgliedsgemeinden Kreba-Neudorf und Rietschen - Verwaltungsgemeinschaft Rothenburg/O.L. mit den Mitgliedsgemeinden Hähnichen und Rothenburg/Oberlausitz - Verwaltungsgemeinschaft Schleife mit den Mitgliedsgemeinden Groß Düben, Schleife und Trebendorf - Verwaltungsverband Weißer Schöps/Neiße mit den Mitgliedsgemeinden Horka, Kodersdorf (VV-Sitz), Neißeaue und Schöpstal - Verwaltungsgemeinschaft Weißwasser/O.L. mit den Mitgliedsgemeinden Weißkeißel und Weißwasser/Oberlausitz | Gemeinden 1. Beiersdorf (1038) 2. Bertsdorf-Hörnitz (1998) 3. Boxberg/O.L. (Hamor; 4303) 4. Dürrhennersdorf (820) 5. Gablenz (Jabłońc; 1550) 6. Groß Düben (Dźěwin; 1031) 7. Großschönau (5114) 8. Großschweidnitz (1232) 9. Hähnichen (1154) 10. Hainewalde (1512) 11. Hohendubrau [Sitz: Weigersdorf] (Wysoka Dubrawa; 1837) 12. Horka (1562) 13. Jonsdorf, Kurort (1411) 14. Kodersdorf (2283) 15. Königshain (1154) 16. Kottmar (6892) 17. Krauschwitz (Krušwica; 3171) 18. Kreba-Neudorf (Chrjebja-Nowa Wjes; 812) 19. Lawalde (1751) 20. Leutersdorf (3330) 21. Markersdorf (3709) 22. Mittelherwigsdorf (3491) 23. Mücka (Mikow; 960) 24. Neißeaue [Sitz: Groß Krauscha] (1603) 25. Oderwitz (4667) 26. Olbersdorf (4281) 27. Oppach (2199) 28. Oybin (1281) 29. Quitzdorf am See [Sitz: Kollm] (Kwětanecy při jězoru; 1221) 30. Rietschen (Rěčicy; 2379) 31. Rosenbach (1503) 32. Schleife (Slepo; 2531) 33. Schönau-Berzdorf a. d. Eigen (1413) 34. Schönbach (1009) 35. Schöpstal [Sitz: Ebersbach] (2288) 36. Trebendorf (Trjebin; 698) 37. Vierkirchen [Sitz: Melaune] (1607) 38. Waldhufen [Sitz: Jänkendorf] (2329) 39. Weißkeißel (Wuskidź; 1164) |  |

## Kfz-Kennzeichen
Am 1. August 2008 wurde dem Landkreis das seit dem 1. Januar 1991 für den damaligen Landkreis und die damals kreisfreie Stadt Görlitz gültige Unterscheidungszeichen GR zugewiesen. Seit dem 9. November 2012 sind zudem die Unterscheidungszeichen LÖB (Landkreis Löbau), NOL (Niederschlesischer Oberlausitzkreis), NY (Landkreis Niesky), WSW (Landkreis Weißwasser) und ZI (Landkreis Zittau) erhältlich.

## Beteiligungen
Der Landkreis ist Gesellschafter der PD – Berater der öffentlichen Hand.